# Pirofosfatasi inorganica
La pirofosfatasi inorganica è un enzima che catalizza l'idrolisi di una molecola di pirofosfato in due molecole di ortofosfato; la reazione è fortemente esoergonica, l'energia liberata è pari a ΔG° = -19,2 KJ/mol e non è quindi reversibile. La reazione catalizzata è la seguente:
PPi + H2O → 2Pi